# Skånska nationen, Uppsala
Skånska nationen, latinskt namn Natio Scanicae, var en studentnation vid Uppsala universitet.

## Historia
Om nationen är inte mycket känt men man vet att redan 1680 begär Scani en inspektor.
Nationsverksamhet är känd från 1747 samt att nationen formellt bildades 1757.

## Inspektor
- Johan Ihre 1765-?
- Jacob Edvard Boëthius 1836-?